# 2007年札幌市長選挙
2007年札幌市長選挙（2007ねんさっぽろしちょうせんきょ）は、北海道の道庁所在地で政令指定都市でもある札幌市の市長を選出するために行われた選挙で、第16回統一地方選挙前半戦投票日である2007年4月9日に投票が行われた。

## 概要
市長の任期4年が満了したことに伴って行われた選挙である。選挙には3人の候補者が立候補したが、事実上、現職で民主党などが推薦する上田文雄と自民党や公明党が推薦する清治真人の両候補による与野党一騎討ちの戦いとなった。選挙の結果、現職の上田候補が清治候補を大差で抑えて再選を果たした。

## 基礎データ
- 選挙事由：任期満了
- 告示日：2007年3月25日
- 投票日：2007年4月9日
- 有権者数：1,530,031名
- 候補者：3名

| 候補者     | 年齢 | 党派   | 新旧 | 推薦・支持党派                             | 備考             |
| ---------- | ---- | ------ | ---- | ------------------------------------------ | ---------------- |
| 二階堂俊三 | 57   | 無所属 | 新人 |                                            | 会社員           |
| 上田文雄   | 58   | 無所属 | 現職 | 民主党・社会民主党・市民ネットワーク北海道 | 札幌市長（1期）  |
| 清治真人   | 58   | 無所属 | 新人 | 自由民主党・公明党                         | 前国土交通省技監 |
出典：札幌市長選　立候補者

## 選挙結果
投票率：62.22％（投票者数951,956名）前回投票率57.32％
| 当落     | 候補者     | 党派     | 新旧     | 得票数  | 得票率 | 推薦・支持党派             |
| 当選     | 上田文雄   | 無所属   | 現職     | 535,023 | 57.0％ | 民主党・社民党・市民ネット |
| -------- | ---------- | -------- | -------- | ------- | ------ | -------------------------- |
|          | 清治真人   | 無所属   | 新人     | 362,154 | 38.6％ | 自民党・公明党             |
|          | 二階堂俊三 | 無所属   | 新人     | 41,130  | 4.4％  |                            |
|          | 有効投票   | 有効投票 | 有効投票 | 938,307 |        |                            |
| 無効票   | 無効票     | 無効票   | 13,592   |         |        |                            |
| 投票総数 | 投票総数   | 投票総数 | 951,899  |         |        |                            |

出典：“平成19年札幌市長選挙投票確定（全市）”.   札幌市選挙管理委員会 (2007年4月9日). 2011年11月14日閲覧。“平成19年札幌市長選挙開票結果（全市）”.   札幌市選挙管理委員会 (2011年4月9日). 2011年11月14日閲覧。